# Бегларишвили, Закария
Закария Бегларишвили (груз. ზაქარია ბეგლარიშვილი; 30 апреля 1990, Тбилиси, Грузия) — грузинский футболист, полузащитник.

## Карьера

### Клубная карьера
Профессиональную карьеру начинал в грузинской команде «Олимпи» (Рустави). В 2008 году перешёл в академию амстердамского «Аякса», где тренировался с дублем и молодёжной командой. После возвращения из Нидерландов выступал в чемпионате Грузии за команды «Дила» и тбилисский «Локомотив». В 2010 году подписал контракт с «Флорой». По итогам сезона 2018 года был признан лучшим игроком чемпионата Эстонии. В январе 2019 года был отдан на полгода в аренду венгерскому клубу «Гонвед», а летом этого же года перешел в финский СИК.
В конце 2023 года стала известно, что игрок вернулся в эстонский чемпионат. Он подписал контракт с клубом «Нарва-Транс». Переход стал возможен благодаря главному тренеру команды Алексею Ерёменко, с которым Бегларишвили ранее работал в Финляндии. По итогам сезона по семейным обстоятельством покинул стан нарвитян.

### Карьера в сборной
Выступал за сборные Грузии различных возрастов. 11 ноября 2015 года дебютировал за основную команду в товарищеском матче против сборной Эстонии. В 2017 году заявил о своём желании получить эстонское гражданство и готовности выступать за сборную Эстонии. В декабре 2018 года сдал все экзамены и получил гражданство Эстонии.

## Достижения
«Флора»
- Победитель Чемпионата Эстонии (3): 2010, 2011, 2015
- Обладатель Кубка Эстонии (2): 2011, 2016
- Обладатель Суперкубка Эстонии (3): 2012, 2014, 2016

«Левадия»
- Победитель Чемпионата Эстонии (1): 2021
- Обладатель Суперкубка Эстонии (1): 2022

## Личная жизнь
Женат. Супругу зовут Мариам. Есть дочь Анастасия и сын.
Дома предпочитает общаться на грузинском языке. Также владеет русским и эстонским.